# Feliks Kopera

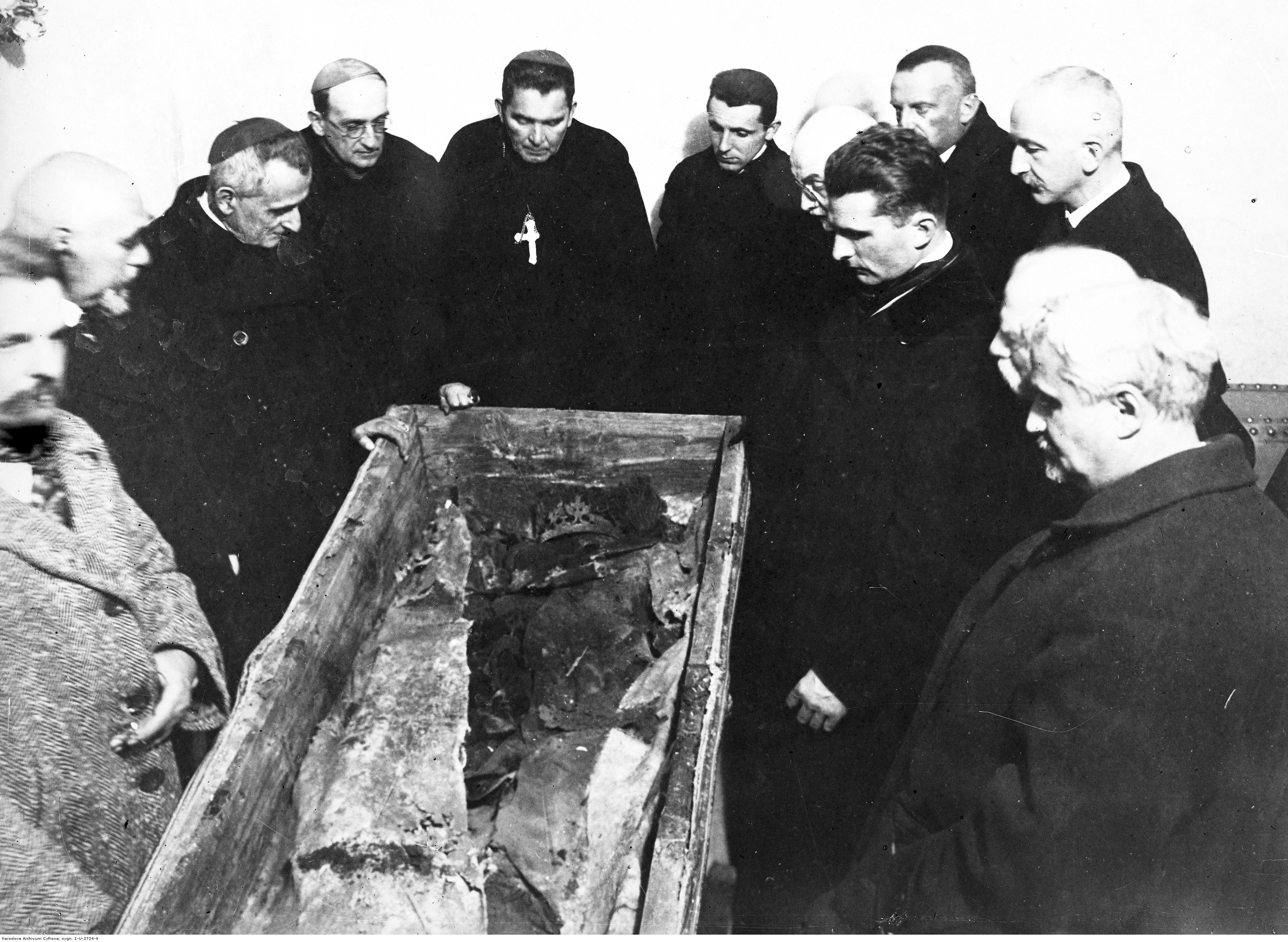
Feliks Kopera (pierwszy z prawej) nad szczątkami króla Zygmunta Augusta. Kraków, rok 1930

Feliks Kopera (ur. 12 maja 1871 w Krakowie, zm. 27 marca 1952 tamże) – historyk sztuki, muzeolog, wiceprezes, a następnie prezes Towarzystwa Przyjaciół Sztuk Pięknych w Krakowie.

## Życiorys
Urodził się w rodzinie Jana (1843–1899) i Marii z Tokarskich (1844–1928). W latach 1891–1896 studiował historię i filozofię na UJ, kontynuował studia w Bazylei, Berlinie, Florencji i Petersburgu. W 1899 r. został członkiem czynnym Moskiewskiego Towarzystwa Archeologicznego. W 1901 r. został wykładowcą na UJ, w latach 1910–1950 będąc profesorem UJ prowadził także zajęcia praktyczne w Muzeum Narodowym. Były one uzupełnieniem wykładów i wiedzy teoretycznej. W 1906–1908 kierował odbudową Letniego Pałacu Lubomirskich w Rzeszowie po jego pożarze.
Od 1918 r. był członkiem Polskiej Akademii Umiejętności, zaś w latach 1901–1950 (z przerwą w okresie II wojny światowej) – dyrektorem Muzeum Narodowego w Krakowie. Powiększył zbiory muzeum o kolekcję Emeryka Hutten-Czapskiego, dzieł sztuki japońskiej oraz obrazów z okresu Młodej Polski, stanowiących kolekcję Feliksa Jasieńskiego. W 1938 r. w Nowym Gmachu Muzeum Narodowego utworzył Galerię Sztuki Współczesnej im. Stanisława Wyspiańskiego. Z inicjatywy Kopery oraz Teodora Axentowicza, Feliksa Jasieńskiego i Leona Wyczółkowskiego powstało w 1903 r. Towarzystwo Przyjaciół Muzeum Narodowego w Krakowie.
Był przewodniczącym krakowskiego oddziału Związku Historyków Sztuki, członkiem honorowym Towarzystwa Miłośników Historii i Zabytków Krakowa. W latach 1930–1950 był przewodniczącym Związków Muzeów w Polsce. W okresie okupacji brał udział w ratowaniu zbiorów muzealnych, wielokrotnie przesłuchiwany przez gestapo nigdy nie zdradził miejsca ukrycia obrazu Hołd pruski Jana Matejki.
Był specjalistą w dziedzinie historii sztuki, zwłaszcza okresu renesansu, dziejów rzemiosła artystycznego, numizmatyki, badacz dziejów Krakowa. 
Został pochowany na cmentarzu Rakowickim w Krakowie (kwatera CD-płn-6).

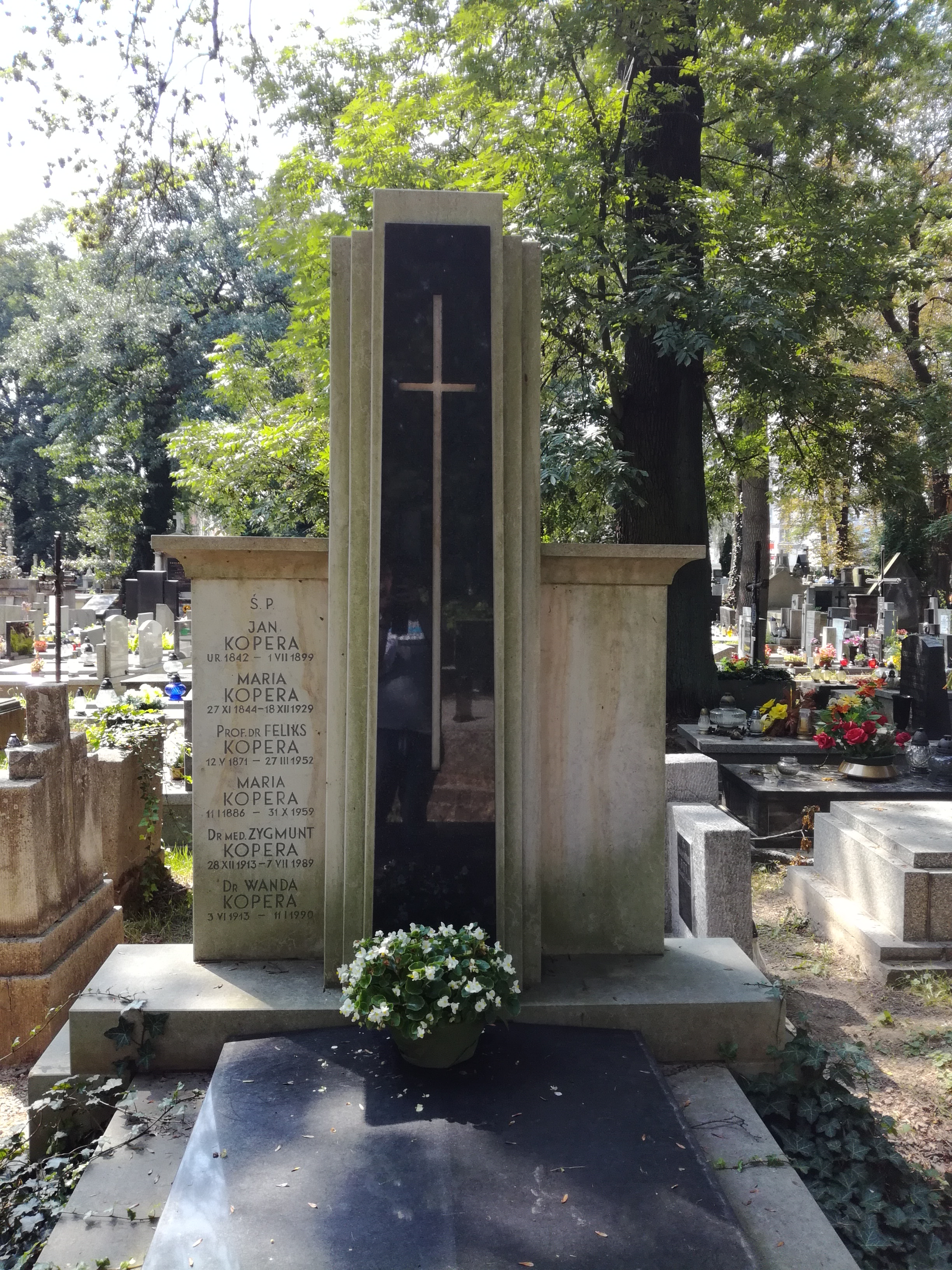
Grób prof. Feliksa Kopery na cmentarzu Rakowickim w Krakowie

## Ordery i odznaczenia
- Krzyż Komandorski z Gwiazdą Orderu Odrodzenia Polski (22 marca 1950)[5]
- Krzyż Komandorski Orderu Odrodzenia Polski (11 listopada 1936)[6]
- Krzyż Oficerski Orderu Odrodzenia Polski (28 kwietnia 1926)[7][8]

## Wybrane prace naukowe Feliksa Kopery
- „Kraków jego kultura i sztuka” 1904
- „Pomniki Krakowa” (tomy 1–3) 1904
- „Dzieje malarstwa w Polsce” (tomy 1–3) 1925–1929
- „Historia sztuki w Polsce” 1931